# Rei vindicatio
La rei vindicatio, nel Diritto romano, era considerato il principale metodo di difesa e tutela della proprietà, o meglio del dominium ex iure quiritium; era esperibile dal proprietario non possessore, attore contro il convenuto possessore; nel processo formulare, che ricordiamo successe a quello per legis actiones, era una formula con clausola restitutoria o arbitraria per la quale, se il convenuto fosse stato ritenuto in torto, avrebbe potuto restituire la cosa senza pagare la pena pecuniaria; qualora non avesse restituito la cosa sarebbe stato condannato a pagare la pena pecuniaria che era stabilita dall'attore, ma avrebbe ottenuto il dominium ex iure quiritium della res in questione.
| Controllo di autorità | Thesaurus BNCF 58466 |